# Hypolepis jamaicensis
Hypolepis jamaicensis là một loài dương xỉ trong họ Dennstaedtiaceae. Loài này được Maxon ex Proctor mô tả khoa học đầu tiên năm 1982.
Danh pháp khoa học của loài này chưa được làm sáng tỏ. 